# Only (Modelabel)
Only ist eine 1995 gegründete dänische Modemarke im Segment der Konfektionsware. Sie gehört zu dem dänischen Mutterkonzern Bestseller im Besitz von Anders Holch Povlsen.

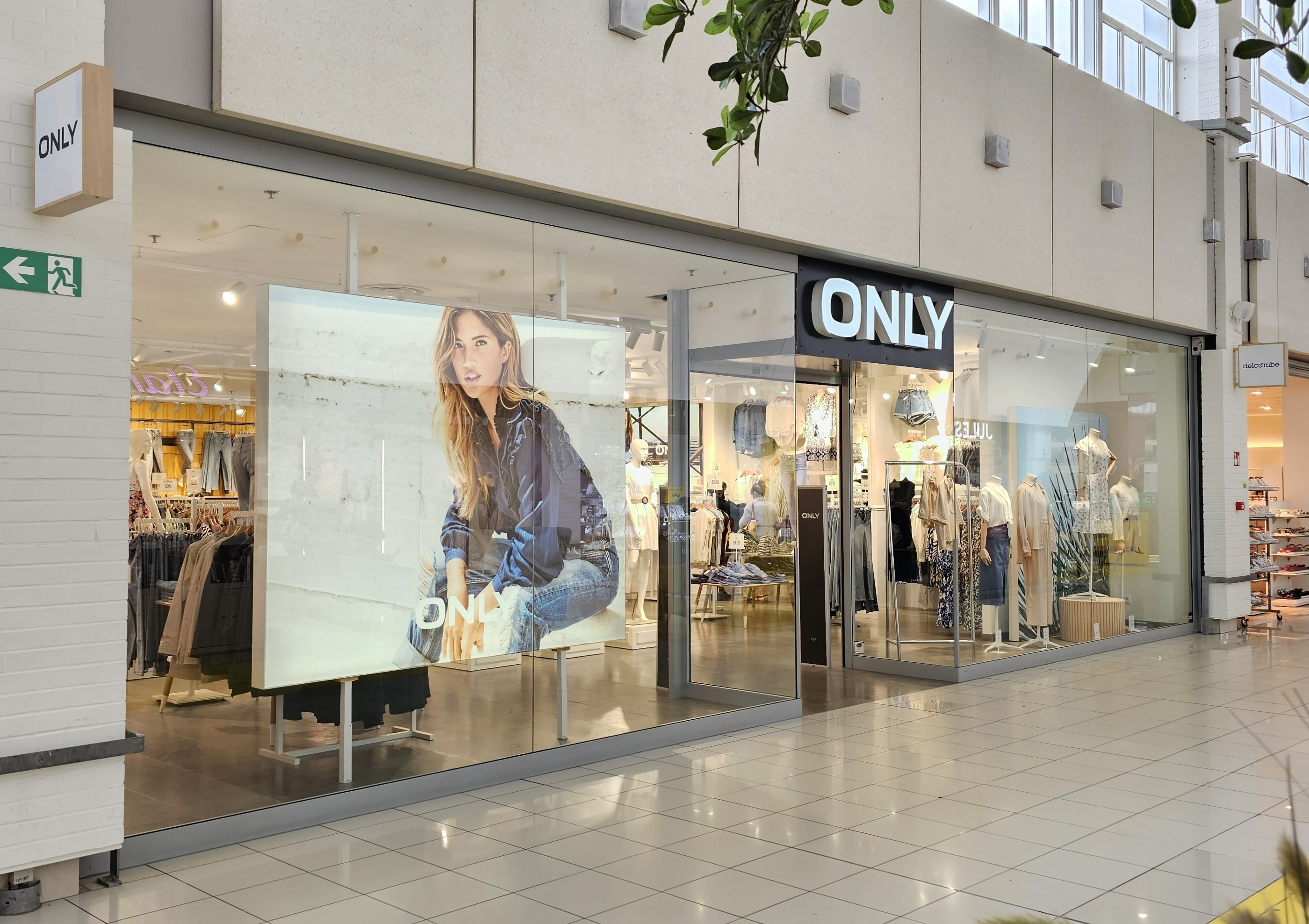
Only-Filiale in La Louvière, Belgien, 2024

## Geschichte
Only wurde 1995 als Denim-Marke für junge Frauen von Bestseller gegründet und ist heute eine der führenden Marken in diesem Marktsegment. Im Laufe der Zeit wurden mehrere Submarken eingeführt. Diese sind im Einzelnen:
- JDY
- Only Carmakoma
- Only Maternity
- Kids Only
- Only Play
- Only & Sons[2]